# 加古川市野口球場
加古川市野口球場（かこがわしのぐちきゅうじょう）は兵庫県加古川市にあった市営の野球場。加古川工業団地の中にあり、元々は神戸製鋼硬式野球部の練習場。そのためサブ練習場および室内練習場を併設していた。サブ練習場はソフトボールでの利用が可能。
地元高校野球の練習試合、地元草野球等に使用されてきたが、2012年9月をもって閉鎖。跡地には2014年にシスメックスの工場が竣工している。

## 施設概要
- 両翼：97 m、中堅：120 m
- 収容人員：不明（ネット裏上部に屋根つきスタンド有り）
- ナイター設備有り

## 交通
- 山陽本線（JR神戸線）東加古川駅からタクシーで北へ15分、加古川工場団地内